# الاتحاد الغربي
الاتحاد الغربي (بالإنجليزية: Western Union)، المعروف أيضًا باسم منظمة معاهدة بروكسل (بالإنجليزية: Brussels Treaty Organisation)، كان تحالفاً عسكرياً أوروبياً تم إنشاؤه بين فرنسا والمملكة المتحدة ودول البنلوكس الثلاث: بلجيكا وهولندا ولكسمبورغ في سبتمبر 1948 من أجل تنفيذ معاهدة بروكسل الموقعة في مارس من نفس العام. بموجب هذه المعاهدة، وافق الموقعون المشار إليهم بـ«القوى الخمسة» على التعاون في مجال الدفاع وكذلك في المجالات السياسية والاقتصادية والثقافية.
خلال الحرب الكورية (1950-1953)، تم نقل المقر الرئيسي والأفراد والخطط الخاصة بمنظمة دفاع الاتحاد الغربي إلى حلف شمال الأطلسي حديث النشأة، لتشكل نواة القيادة العليا للقوات المتحالفة في أوروبا. ونتيجةً لفشل جماعة الدفاع الأوروبية في عام 1954، نتج عن مؤتمرا لندن وباريس معاهدة بروكسل المعدلة التي تحول بموجبها الاتحاد الغربي إلى اتحاد أوروبا الغربية وانضمت إليه إيطاليا وألمانيا الغربية. ونظرًا لأن مهام اتحاد أوروبا الغربية تم نقلها إلى السياسة الأمنية والدفاعية المشتركة التابعة للاتحاد الأوروبي في مطلع القرن الحادي والعشرين، فإن الاتحاد الغربي هو مقدمة لكل من الناتو والذراع العسكري للاتحاد الأوروبي.

## التاريخ

### خلفية

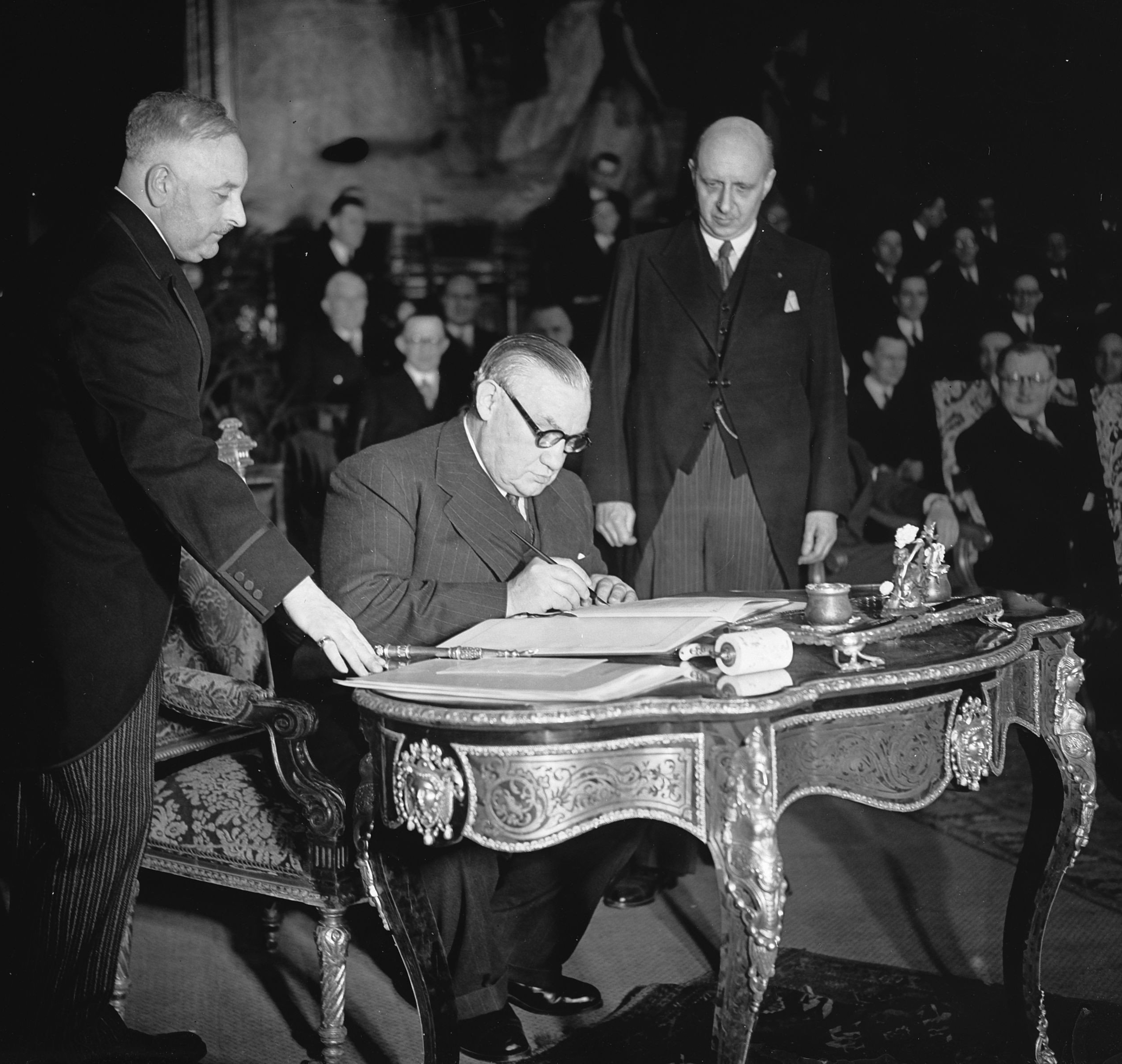
وزير الخارجية البريطاني إرنست بفين يوقع معاهدة بروكسل.

في أعقاب الحرب العالمية الثانية، كانت هناك مخاوف من تجدد العدوان الألماني، وفي 4 مارس 1947 تم توقيع معاهدة دونكيرك بين فرنسا والمملكة المتحدة كمعاهدة للتحالف والمساعدة المتبادلة في حالة وقوع هجوم محتمل. في خطابه أمام مجلس العموم في 22 يناير 1948، دعا وزير الخارجية البريطاني إرنست بيفين إلى تمديد معاهدة دونكيرك لتشمل أيضًا دول البنلوكس: بلجيكا وهولندا ولكسمبورغ، وإنشاء اتحاد غربي. كان الهدف هو توحيد أوروبا الغربية لإرضاء الولايات المتحدة وإعطاء إشعار مسبق بإدماج إيطاليا ثم ألمانيا في المعاهدة في نهاية المطاف. عُقد المؤتمر التفاوضي في 4 مارس 1948، بعد أيام قليلة من انقلاب تشيكوسلوفاكيا، وبفعل الأحداث المتسارعة في أوروبا الشرقية، تمكنت الدول الثلاث الأصغر من إقناع المملكة المتحدة وفرنسا بالموافقة على مفهوم المساعدة المتبادلة التلقائية والفورية في حالة العدوان، وعلى فكرة إنشاء منظمة إقليمية (تحالف متعدد الأطراف وفقًا للمادة 51 من ميثاق الأمم المتحدة). كان الهدف من الاتحاد الغربي تزويد أوروبا الغربية بحصن ضد التهديد الشيوعي وتحقيق قدر أكبر من الأمن الجماعي.

### التشكيل
تم التوقيع على معاهدة بروكسل في 17 مارس 1948 بين بلجيكا وفرنسا ولوكسمبورغ وهولندا والمملكة المتحدة، وكانت توسيعاً لمعاهدة دونكيرك الموقعة بين بريطانيا وفرنسا في العام السابق. على الرغم من أن المعاهدة لا تشير إلى أكثر من النص على «التعاون» بين الأطراف المتعاقدة، «والذي سيتم تنفيذه من خلال المجلس المشترك المشار إليه في المادة السابعة وكذلك من خلال الهيئات الأخرى»، على أرض الواقع تمت الإشارة إلى التجمع باسم الاتحاد الغربي أو منظمة معاهدة بروكسل.
عندما أصبح تقسيم أوروبا إلى معسكرين شرقي وغربي أمرًا لا مفر منه، أصبح تهديد الاتحاد السوفييتي أكبر من تهديد إعادة تسليح ألمانيا. لذا سعت أوروبا الغربية إلى اتفاقية دفاع متبادل جديدة تضم الولايات المتحدة، وهي أكبر قوة عسكرية قوية لهكذا تحالف. استجابت الولايات المتحدة، التي كانت مهتمة باحتواء نفوذ الاتحاد السوفيتي. بدأت الاجتماعات السرية بنهاية مارس 1949 بين المسؤولين الأمريكيين والكنديين والبريطانيين لبدء المفاوضات التي أدت إلى توقيع معاهدة شمال الأطلسي في 4 أبريل 1949 في واشنطن العاصمة.
أدت الحاجة إلى دعم التزامات المعاهدة بهياكل سياسية وعسكرية مناسبة إلى إنشاء منظمة حلف شمال الأطلسي (الناتو). وبتعيين الجنرال أيزنهاور كأول قائد أعلى للحلفاء في أوروبا في ديسمبر 1950، قرر أعضاء معاهدة بروكسل نقل المقر الرئيسي والأفراد وخطط منظمة دفاع الاتحاد إلى الناتو. تولت القيادة العليا للقوات المتحالفة في أوروبا مسؤولية الدفاع عن أوروبا الغربية، في حين تم تحويل مقر الاتحاد الغربي في فونتينبلو إلى مقر قوات الحلفاء في وسط أوروبا. استقال الجنرال برنارد مونتغمري من منصب رئيس لجنة قادة القوات البرية والبحرية والجوية في منظمة دفاع الاتحاد الغربي في 31 مارس 1951 وتولى منصب نائب القائد الأعلى للحلفاء في أوروبا في 1 أبريل 1951.
بإنشاء حلف شمال الأطلسي، إلى جانب التوقيع على المعاهدات المتعاقبة المنشئة لمنظمة التعاون الاقتصادي والتنمية (أبريل 1948)، ومنظمة حلف شمال الأطلسي (أبريل 1949)، ومجلس أوروبا (مايو 1949) والجماعة الأوروبية للفحم والصلب (أبريل 1951)، ترك كل هذا الاتحاد الغربي ومعاهدة بروكسل التأسيسية بلا أي سلطة حقيقية.

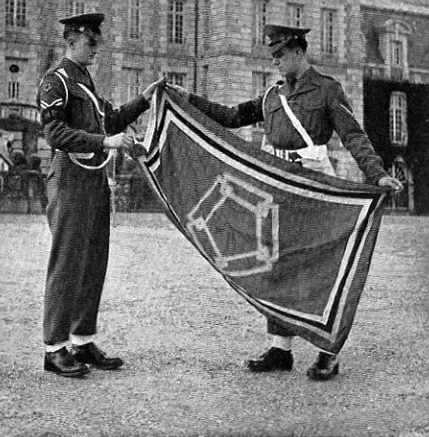
ضباط صف في فيلق الشرطة العسكرية الملكية يعرضون علم الاتحاد الغربي خارج شاتو دو كورانس في 1 أكتوبر 1949.

### التحول إلى اتحاد أوروبا الغربية
تم تعديل معاهدة بروكسل في مؤتمر باريس عام 1954 نتيجةً لفشل معاهدة إنشاء جماعة الدفاع الأوروبية في الحصول على التصديق الفرنسي. حولت معاهدة بروكسل المعدلة الاتحاد الغربي إلى اتحاد أوروبا الغربية، حيث تم قبول إيطاليا وألمانيا. على الرغم من أن الاتحاد الجديد كان أقل قوة وطموحاً بشكل ملحوظ من الاتحاد الأصلي، فقد أُعتبرت العضوية الألمانية كافية لانتهاء احتلال البلاد وفقًا للمعاهدة العامة. في حين تم تسليم الجوانب الاجتماعية والثقافية إلى مجلس أوروبا لتجنب ازدواجية المسؤوليات داخل أوروبا.
| موقعة بالقوة وثيقة                | 1948 معاهدة بروكسل                                 | 1951 1952 اتفاقية باريس    | 1954 1955 اتفاقية بروكسل المعدلة      | 1957 1958 اتفاقية روما                | 1965 1967 معاهدة الاندماج             | 1975 N/A خلاصة المجلس الأوروبي            | 1985 اتفاقية شينجن                        | 1986 1987 القانون الأوروبي الموحد         | 1992 1993 معاهدة ماستريخت                 | 1992 1993 معاهدة ماستريخت | 1997 1999 معاهدة أمستردام | 2001 2003 معاهدة نيس  | 2007 2009 معاهدة لشبونة | 2007 2009 معاهدة لشبونة |  |
|                                   |                                                    |                            |                                       |                                       |                                       |                                           |                                           |                                           |                                           |                           |                           |                       |                         |                         |  |
| الدعائم الثلاث للاتحاد الأوروبي : |                                                    |                            |                                       |                                       |                                       |                                           |                                           |                                           |                                           |                           |                           |                       |                         |                         |  |
| المجتمعات الأوروبية:              |                                                    |                            |                                       |                                       |                                       |                                           |                                           |                                           |                                           |                           |                           |                       |                         |                         |  |
|                                   | الجماعة الأوروبية للطاقة الذرية (EURATOM)          |                            |                                       |                                       |                                       |                                           |                                           |                                           |                                           |                           |                           |                       |                         |                         |  |
|                                   |                                                    |                            | الجماعة الأوروبية للفحم والصلب (ECSC) | الجماعة الأوروبية للفحم والصلب (ECSC) | الجماعة الأوروبية للفحم والصلب (ECSC) | الجماعة الأوروبية للفحم والصلب (ECSC)     | نهاية الإتفاقية 2002                      | نهاية الإتفاقية 2002                      | نهاية الإتفاقية 2002                      |                           | الاتحاد الأوروبي (EU)     | الاتحاد الأوروبي (EU) |                         |                         |  |
|                                   |                                                    |                            | السوق الأوروبية المشتركة (EEC)        |                                       |                                       |                                           |                                           |                                           |                                           |                           | الاتحاد الأوروبي (EU)     | الاتحاد الأوروبي (EU) |                         |                         |  |
|                                   |                                                    |                            |                                       | قوانين شينجن                          |                                       |                                           | المجموعة الأوروبية (EC)                   | المجموعة الأوروبية (EC)                   |                                           |                           | الاتحاد الأوروبي (EU)     | الاتحاد الأوروبي (EU) |                         |                         |  |
|                                   |                                                    | TREVI                      | TREVI                                 | TREVI                                 | العدالة والمسائل الداخلية (JHA)       |                                           | المجموعة الأوروبية (EC)                   | المجموعة الأوروبية (EC)                   |                                           |                           | الاتحاد الأوروبي (EU)     | الاتحاد الأوروبي (EU) |                         |                         |  |
|                                   | التعاون الشرطي والقضائي في المسائل الجنائية (PJCC) | TREVI                      | TREVI                                 | TREVI                                 | العدالة والمسائل الداخلية (JHA)       |                                           |                                           |                                           |                                           |                           | الاتحاد الأوروبي (EU)     | الاتحاد الأوروبي (EU) |                         |                         |  |
|                                   |                                                    |                            |                                       |                                       | التعاون السياسي الأوروبي (EPC)        | السياسة الخارجية والأمنية المشتركة (CFSP) | السياسة الخارجية والأمنية المشتركة (CFSP) | السياسة الخارجية والأمنية المشتركة (CFSP) | السياسة الخارجية والأمنية المشتركة (CFSP) |                           | الاتحاد الأوروبي (EU)     | الاتحاد الأوروبي (EU) |                         |                         |  |
| تجمعات غير مستقرة                 | تجمعات غير مستقرة                                  | اتحاد أوروبا الغربية (WEU) | اتحاد أوروبا الغربية (WEU)            | اتحاد أوروبا الغربية (WEU)            | اتحاد أوروبا الغربية (WEU)            | اتحاد أوروبا الغربية (WEU)                | اتحاد أوروبا الغربية (WEU)                |                                           |                                           |                           |                           | الاتحاد الأوروبي (EU) |                         |                         |  |
| تجمعات غير مستقرة                 | تجمعات غير مستقرة                                  | اتحاد أوروبا الغربية (WEU) | اتحاد أوروبا الغربية (WEU)            | اتحاد أوروبا الغربية (WEU)            | اتحاد أوروبا الغربية (WEU)            | اتحاد أوروبا الغربية (WEU)                | اتحاد أوروبا الغربية (WEU)                | توقيف الإتفاقية 2011                      |                                           |                           |                           |                       |                         |                         |  |
|                                   |                                                    |                            |                                       |                                       |                                       |                                           |                                           |                                           |                                           |                           |                           | ع ن ت                 |                         |                         |  |

## الدور الاجتماعي والثقافي
تضمنت معاهدة بروكسل بنود ثقافية واجتماعية ومفاهيم لإنشاء «مجلس استشاري». كان أساس ذلك أن التعاون بين الدول الغربية من شأنه أن يساعد في وقف انتشار الشيوعية.

## منظمة الدفاع
في أبريل 1948، قررت الدول الأعضاء في الاتحاد الغربي إنشاء منظمة عسكرية تحت اسم منظمة دفاع الاتحاد الغربي. تأسست المنظمة رسميًا في 27-28 سبتمبر 1948.

### الهدف
كان الهدف من منظمة الدفاع هو توفير تنسيق دفاعي مشترك بين الدول الخمس في المجال العسكري ومجال الإمداد والتموين، ودراسة المشاكل التكتيكية للدفاع عن أوروبا الغربية، بالإضافة إلى توفير إطار عمل يمكّن، في حالة حدوث أي طارئ، بناء منظومة قيادة.
تضمنت معاهدة بروكسل على بند الدفاع المتبادل على النحو المنصوص عليه في المادة الرابعة:
إذا كان أي من الأطراف السامية المتعاقدة هدفاً لهجوم مسلح في أوروبا، فإن الأطراف السامية المتعاقدة الأخرى ستقدم، وفقاً لأحكام المادة 51 من ميثاق الأمم المتحدة، للطرف الذي يتعرض للهجوم كل ما في وسعها من مساعدات عسكرية وغيرها من المساعدات.
تحدد المادة الخامسة التزامات أعضاء ميثاق بروكسل بالتعاون مع مجلس الأمن التابع للأمم المتحدة للحفاظ على السلم والأمن الدوليين، وتحدد المادة السادسة التزامات أعضاء ميثاق بروكسل بعدم الدخول في أي معاهدات مع أطراف ثالثة تتعارض مع معاهدة بروكسل.

### الهيكل
المخطط التنظيمي لمنظمة الدفاع عن الاتحاد الغربي اعتبارًا من نوفمبر 1948، حيث تشير الخطوط المتصلة إلى خطوط التحكم والخطوط المتقطعة إلى خطوط الاتصال:
|                                            |                                            |                                            |                                            |                                                       |                                                       |                                                       |                                                       |                                                       |                                                       |                                      |                                      | مجلس المستشارين (وزراء الخارجية أو رؤساء الوزراء) |                                      |                                      |                                      |                                        |                                        |                                               |                                               |                                               |                                               |                                               |                                               |                            |                            |                             |                             |                             |                             |                             |                             |  |  |  |  |  |  |  |  |  |  |  |  |  |  |  |  |  |  |  |  |  |  |  |  |
|                                            |                                            |                                            |                                            |                                                       |                                                       |                                                       |                                                       |                                                       |                                                       |                                      |                                      |                                                   |                                      |                                      |                                      |                                        |                                        |                                               |                                               |                                               |                                               |                                               |                                               |                            |                            |                             |                             |                             |                             |                             |                             |  |  |  |  |  |  |  |  |  |  |  |  |  |  |  |  |  |  |  |  |  |  |  |  |
|                                            |                                            |                                            |                                            |                                                       |                                                       |                                                       |                                                       |                                                       |                                                       |                                      |                                      |                                                   |                                      |                                      |                                      |                                        |                                        |                                               |                                               |                                               |                                               |                                               |                                               |                            |                            |                             |                             |                             |                             |                             |                             |  |  |  |  |  |  |  |  |  |  |  |  |  |  |  |  |  |  |  |  |  |  |  |  |
|                                            |                                            |                                            |                                            |                                                       |                                                       |                                                       |                                                       |                                                       |                                                       |                                      |                                      |                                                   |                                      |                                      |                                      |                                        |                                        |                                               |                                               |                                               |                                               |                                               |                                               |                            |                            |                             |                             |                             |                             |                             |                             |  |  |  |  |  |  |  |  |  |  |  |  |  |  |  |  |  |  |  |  |  |  |  |  |
|                                            |                                            |                                            |                                            | اللجنة الدائمة (4 سفراء في لندن وممثل وزارة الخارجية) | اللجنة الدائمة (4 سفراء في لندن وممثل وزارة الخارجية) | اللجنة الدائمة (4 سفراء في لندن وممثل وزارة الخارجية) | اللجنة الدائمة (4 سفراء في لندن وممثل وزارة الخارجية) | اللجنة الدائمة (4 سفراء في لندن وممثل وزارة الخارجية) | اللجنة الدائمة (4 سفراء في لندن وممثل وزارة الخارجية) |                                      |                                      |                                                   |                                      |                                      |                                      |                                        |                                        |                                               |                                               |                                               |                                               | لجنة الدفاع (وزراء الدفاع)                    | لجنة الدفاع (وزراء الدفاع)                    | لجنة الدفاع (وزراء الدفاع) | لجنة الدفاع (وزراء الدفاع) | لجنة الدفاع (وزراء الدفاع)  | لجنة الدفاع (وزراء الدفاع)  |                             |                             |                             |                             |  |  |  |  |  |  |  |  |  |  |  |  |  |  |  |  |  |  |  |  |  |  |  |  |
|                                            |                                            |                                            |                                            | اللجنة الدائمة (4 سفراء في لندن وممثل وزارة الخارجية) | اللجنة الدائمة (4 سفراء في لندن وممثل وزارة الخارجية) | اللجنة الدائمة (4 سفراء في لندن وممثل وزارة الخارجية) | اللجنة الدائمة (4 سفراء في لندن وممثل وزارة الخارجية) | اللجنة الدائمة (4 سفراء في لندن وممثل وزارة الخارجية) | اللجنة الدائمة (4 سفراء في لندن وممثل وزارة الخارجية) |                                      |                                      |                                                   |                                      |                                      |                                      |                                        |                                        |                                               |                                               |                                               |                                               | لجنة الدفاع (وزراء الدفاع)                    | لجنة الدفاع (وزراء الدفاع)                    | لجنة الدفاع (وزراء الدفاع) | لجنة الدفاع (وزراء الدفاع) | لجنة الدفاع (وزراء الدفاع)  | لجنة الدفاع (وزراء الدفاع)  |                             |                             |                             |                             |  |  |  |  |  |  |  |  |  |  |  |  |  |  |  |  |  |  |  |  |  |  |  |  |
|                                            |                                            |                                            |                                            |                                                       |                                                       |                                                       |                                                       |                                                       |                                                       |                                      |                                      |                                                   |                                      |                                      |                                      | مجلس التموين العسكري                   |                                        |                                               |                                               |                                               |                                               |                                               |                                               |                            |                            |                             |                             |                             |                             |                             |                             |  |  |  |  |  |  |  |  |  |  |  |  |  |  |  |  |  |  |  |  |  |  |  |  |
|                                            |                                            |                                            |                                            |                                                       |                                                       |                                                       |                                                       |                                                       |                                                       |                                      |                                      |                                                   |                                      |                                      |                                      |                                        |                                        |                                               |                                               |                                               |                                               |                                               |                                               |                            |                            |                             |                             |                             |                             |                             |                             |  |  |  |  |  |  |  |  |  |  |  |  |  |  |  |  |  |  |  |  |  |  |  |  |
|                                            |                                            |                                            |                                            |                                                       |                                                       |                                                       |                                                       |                                                       |                                                       |                                      |                                      |                                                   |                                      |                                      |                                      |                                        |                                        |                                               |                                               |                                               |                                               |                                               |                                               | لجنة رؤساء الأركان         |                            |                             |                             |                             |                             |                             |                             |  |  |  |  |  |  |  |  |  |  |  |  |  |  |  |  |  |  |  |  |  |  |  |  |
|                                            |                                            |                                            |                                            |                                                       |                                                       |                                                       |                                                       |                                                       |                                                       |                                      |                                      |                                                   |                                      |                                      |                                      | لجنة التمويل                           |                                        |                                               |                                               |                                               |                                               |                                               |                                               |                            |                            |                             |                             |                             |                             |                             |                             |  |  |  |  |  |  |  |  |  |  |  |  |  |  |  |  |  |  |  |  |  |  |  |  |
|                                            |                                            |                                            |                                            |                                                       |                                                       |                                                       |                                                       |                                                       |                                                       |                                      |                                      |                                                   |                                      |                                      |                                      |                                        |                                        |                                               |                                               |                                               |                                               |                                               |                                               |                            |                            |                             |                             |                             |                             |                             |                             |  |  |  |  |  |  |  |  |  |  |  |  |  |  |  |  |  |  |  |  |  |  |  |  |
|                                            |                                            |                                            |                                            |                                                       |                                                       |                                                       |                                                       |                                                       |                                                       |                                      |                                      |                                                   |                                      |                                      |                                      |                                        |                                        |                                               |                                               |                                               |                                               |                                               |                                               |                            |                            |                             |                             |                             |                             |                             |                             |  |  |  |  |  |  |  |  |  |  |  |  |  |  |  |  |  |  |  |  |  |  |  |  |
|                                            |                                            |                                            |                                            |                                                       |                                                       |                                                       |                                                       |                                                       |                                                       |                                      |                                      |                                                   |                                      |                                      |                                      |                                        |                                        |                                               |                                               |                                               |                                               |                                               |                                               |                            |                            |                             |                             |                             |                             |                             |                             |  |  |  |  |  |  |  |  |  |  |  |  |  |  |  |  |  |  |  |  |  |  |  |  |
|                                            |                                            |                                            |                                            |                                                       |                                                       |                                                       |                                                       |                                                       |                                                       |                                      |                                      |                                                   |                                      |                                      |                                      |                                        |                                        |                                               |                                               |                                               |                                               |                                               |                                               |                            |                            |                             |                             |                             |                             |                             |                             |  |  |  |  |  |  |  |  |  |  |  |  |  |  |  |  |  |  |  |  |  |  |  |  |
|                                            |                                            |                                            |                                            |                                                       |                                                       |                                                       |                                                       |                                                       |                                                       |                                      |                                      |                                                   |                                      |                                      |                                      |                                        |                                        |                                               |                                               |                                               |                                               |                                               |                                               |                            |                            |                             |                             |                             |                             |                             |                             |  |  |  |  |  |  |  |  |  |  |  |  |  |  |  |  |  |  |  |  |  |  |  |  |
| اللجنة الخاصة للجمعية العامة للأمم المتحدة | اللجنة الخاصة للجمعية العامة للأمم المتحدة | اللجنة الخاصة للجمعية العامة للأمم المتحدة | اللجنة الخاصة للجمعية العامة للأمم المتحدة | اللجنة الخاصة للجمعية العامة للأمم المتحدة            | اللجنة الخاصة للجمعية العامة للأمم المتحدة            |                                                       |                                                       | اللجنة الأمنية                                        | اللجنة الأمنية                                        | اللجنة الأمنية                       | اللجنة الأمنية                       | اللجنة الأمنية                                    | اللجنة الأمنية                       |                                      |                                      | اللجنة العسكرية ولجنة الأركان المشتركة | اللجنة العسكرية ولجنة الأركان المشتركة | اللجنة العسكرية ولجنة الأركان المشتركة        | اللجنة العسكرية ولجنة الأركان المشتركة        | اللجنة العسكرية ولجنة الأركان المشتركة        | اللجنة العسكرية ولجنة الأركان المشتركة        |                                               |                                               |                            |                            | لجنة الأركان العامة ورئيسها | لجنة الأركان العامة ورئيسها | لجنة الأركان العامة ورئيسها | لجنة الأركان العامة ورئيسها | لجنة الأركان العامة ورئيسها | لجنة الأركان العامة ورئيسها |  |  |  |  |  |  |  |  |  |  |  |  |  |  |  |  |  |  |  |  |  |  |  |  |
| اللجنة الخاصة للجمعية العامة للأمم المتحدة | اللجنة الخاصة للجمعية العامة للأمم المتحدة | اللجنة الخاصة للجمعية العامة للأمم المتحدة | اللجنة الخاصة للجمعية العامة للأمم المتحدة | اللجنة الخاصة للجمعية العامة للأمم المتحدة            | اللجنة الخاصة للجمعية العامة للأمم المتحدة            |                                                       |                                                       | اللجنة الأمنية                                        | اللجنة الأمنية                                        | اللجنة الأمنية                       | اللجنة الأمنية                       | اللجنة الأمنية                                    | اللجنة الأمنية                       |                                      |                                      | اللجنة العسكرية ولجنة الأركان المشتركة | اللجنة العسكرية ولجنة الأركان المشتركة | اللجنة العسكرية ولجنة الأركان المشتركة        | اللجنة العسكرية ولجنة الأركان المشتركة        | اللجنة العسكرية ولجنة الأركان المشتركة        | اللجنة العسكرية ولجنة الأركان المشتركة        |                                               |                                               |                            |                            | لجنة الأركان العامة ورئيسها | لجنة الأركان العامة ورئيسها | لجنة الأركان العامة ورئيسها | لجنة الأركان العامة ورئيسها | لجنة الأركان العامة ورئيسها | لجنة الأركان العامة ورئيسها |  |  |  |  |  |  |  |  |  |  |  |  |  |  |  |  |  |  |  |  |  |  |  |  |
|                                            |                                            |                                            |                                            |                                                       |                                                       |                                                       |                                                       |                                                       |                                                       |                                      |                                      |                                                   |                                      |                                      |                                      |                                        |                                        |                                               |                                               |                                               |                                               |                                               |                                               |                            |                            |                             |                             |                             |                             |                             |                             |  |  |  |  |  |  |  |  |  |  |  |  |  |  |  |  |  |  |  |  |  |  |  |  |
|                                            |                                            |                                            |                                            |                                                       |                                                       |                                                       |                                                       |                                                       |                                                       |                                      |                                      |                                                   |                                      |                                      |                                      |                                        |                                        |                                               |                                               |                                               |                                               |                                               |                                               |                            |                            |                             |                             |                             |                             |                             |                             |  |  |  |  |  |  |  |  |  |  |  |  |  |  |  |  |  |  |  |  |  |  |  |  |
|                                            |                                            |                                            |                                            |                                                       |                                                       |                                                       |                                                       |                                                       |                                                       |                                      |                                      |                                                   |                                      |                                      |                                      |                                        |                                        |                                               |                                               |                                               |                                               |                                               |                                               |                            |                            |                             |                             |                             |                             |                             |                             |  |  |  |  |  |  |  |  |  |  |  |  |  |  |  |  |  |  |  |  |  |  |  |  |
|                                            |                                            |                                            |                                            |                                                       |                                                       |                                                       |                                                       |                                                       |                                                       | قائد القوات البرية في أوروبا الغربية | قائد القوات البرية في أوروبا الغربية | قائد القوات البرية في أوروبا الغربية              | قائد القوات البرية في أوروبا الغربية | قائد القوات البرية في أوروبا الغربية | قائد القوات البرية في أوروبا الغربية |                                        |                                        | قائد القوة الجوية (التكتيكية) لأوروبا الغربية | قائد القوة الجوية (التكتيكية) لأوروبا الغربية | قائد القوة الجوية (التكتيكية) لأوروبا الغربية | قائد القوة الجوية (التكتيكية) لأوروبا الغربية | قائد القوة الجوية (التكتيكية) لأوروبا الغربية | قائد القوة الجوية (التكتيكية) لأوروبا الغربية |                            |                            | ضابط علم أوروبا الغربية     | ضابط علم أوروبا الغربية     | ضابط علم أوروبا الغربية     | ضابط علم أوروبا الغربية     | ضابط علم أوروبا الغربية     | ضابط علم أوروبا الغربية     |  |  |  |  |  |  |  |  |  |  |  |  |  |  |  |  |  |  |  |  |  |  |  |  |

تم تصميم هيكل القيادة العام بعد القوة الاستطلاعية للقيادة العليا في زمن الحرب، والتي تضمنت طاقم تخطيط مشترك. يمكن مقارنة منظمة الدفاع مع منظمة الدفاع في المملكة المتحدة.

#### لجنة الدفاع
يتم توفير التوجيه والسيطرة الحكومية من قبل لجنة دفاع الاتحاد الغربي التي كانت تتألف في وقت السلم من وزراء الدفاع الوطني. وقد خدم لجنة الدفاع من قبل لجنة رؤساء الأركان ومجلس الإمدادات العسكرية، الذين يجتمعون بانتظام في لندن. كانت هذه الهيئات مماثلة للجنة رؤساء الأركان في المملكة المتحدة وهيئة الإنتاج الحربي المشتركة، على التوالي.

#### السكرتارية
عملت الأمانة مع الهيئات الأخرى، وكان لديها أمين عام بريطاني.

#### مجلس التموين العسكري
وبالتوازي مع منظمة رؤساء الأركان هذه، قدم مجلس الاتحاد الغربي للإمداد العسكري المشورة إلى لجنة الدفاع بشأن جميع المسائل التي تؤثر على الإمدادات العسكرية وقدم توصيات بشأن كيفية تلبية متطلبات السلطات الخمس للإمدادات العسكرية. كان مجلس التوريد على مستوى عالٍ ويتألف من ممثل واحد من كل دولة. الممثل البريطاني، الذي كان من المقرر أن يكون رئيسًا للسنة الأولى، هو أيضًا رئيس هيئة موظفي الإنتاج الحربي البريطاني المشترك. وقد عُقدت اجتماعات مجلس الإدارة النادرة من قبل لجنة تنفيذية دائمة تعمل في لندن، وتتألف من ممثلين من كل دولة.

#### لجنة رؤساء الأركان
لجنة رؤساء أركان الاتحاد الغربي، ومقرها لندن، المملكة المتحدة،  تتألف من رؤساء الأركان الوطنيين الخمسة.
وجهت لجنة الأركان المنظمة العاملة وقدمت المشورة للجنة الدفاع بشأن جميع المسائل التي تؤثر على الدفاع عن أوروبا الغربية، مع مراعاة الالتزامات في أجزاء أخرى من العالم. ضمن هذا الاتجاه الواسع، كانت مهامها الخاصة في أوروبا الغربية هي:
- ضمان تنظيم الموارد العسكرية للدول الخمس لتلبية المتطلبات الاستراتيجية للحلفاء
- ضمان لحمة القوات من مختلف الدول في آلة قتال فعالة
- ضمان تخصيص مواردها المشتركة بأفضل طريقة
- الحفاظ على التوازن الصحيح بين المتطلبات المتعارضة للأمن الداخلي والدفاع الداخلي من جهة، والمعركة الأوروبية من جهة أخرى
- تقييم وإعداد وتوزيع الموارد اللازمة، ولا سيما لقائد المعركة الأوروبية، التي كانت مهمتها الخاصة هي وضع الخطط التشغيلية اللازمة وتشغيلها
- إبقاء تعريف المنطقة الدقيقة لمسؤولية قيادة المعركة الأوروبية في الحرب قيد المراجعة باستمرار

وشملت لجنة الأركان مراقبين من الولايات المتحدة وكندا. وكان على رأس بعثة الاتصال الأمريكية في البداية اللواء ليمان ليمنيتزر، الجيش الأمريكي، وبعد ذلك اللواء فرانكلين كيبلر.

#### لجنة القادة

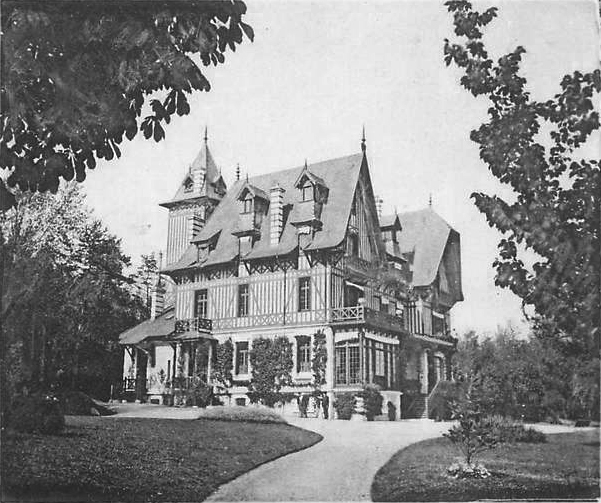
يقع مقر رئيس لجنة القادة مونتغمري في قلعة فوجير في بلدة فونتينبلو المجاورة لآفون، هدمت القلعة في عام 1998.

تم إنشاء لجنة قادة الاتحاد الغربي، المسؤولة أمام لجنة رؤساء أركان الاتحاد الغربي، في 5 أكتوبر 1948.
وتألفت اللجنة من قادة الاتحاد الغربي للفروع العسكرية الثلاثة (البرية والبحرية والجوية)، بالإضافة إلى الضابط الأعلى المعين رئيسًا. كانت مهمتهم الفورية هي دراسة المشاكل التكتيكية للدفاع عن أوروبا الغربية، أي وضع خطط لمواجهة التهديد المسلح الروسي في أوروبا الغربية. لم يتولوا القيادة التنفيذية لأية قوات في وقت السلم، على الرغم من أنهم كانوا على اتصال وثيق مع الحكام العسكريين في مناطق الاحتلال، وكان من المأمول، إلى حد محدود، تعديل ترتيبات وقت السلم لتلبية احتياجات الدفاع.
| الصورة | الاسم                           | المنصب                     | الفرع                 | الجنسية         |
| ------ | ------------------------------- | -------------------------- | --------------------- | --------------- |
|        | المشير برنارد مونتغمري          | الرئيس                     | الجيش البريطاني       | المملكة المتحدة |
|        | الجنرال جان دي لاتري دي توسيلبي | القائد العام للقوات البرية | الجيش الفرنسي         | فرنسا           |
|        | المشير الجوي السير جيمس روب     | القائد العام للقوات الجوية | القوات الجوية الملكية | المملكة المتحدة |
|        | نائب الأدميرال روبرت جوجارد     | ضابط العلم                 | البحرية الفرنسية      | فرنسا           |

شكلت اللجنة نواة منظمة قيادة في بلدة فونتينبلو الفرنسية، جنوب باريس، والمعروفة باسم قيادة الحلفاء المشتركة لمنظمة دفاع الاتحاد الغربي، والتي في الحرب ستكون قادرة على قيادة جميع القوات البرية ودعم القوات الجوية لمواجهة التهديد المسلح الروسي. ووظفت 100 ضابط و 300 فرد آخر.

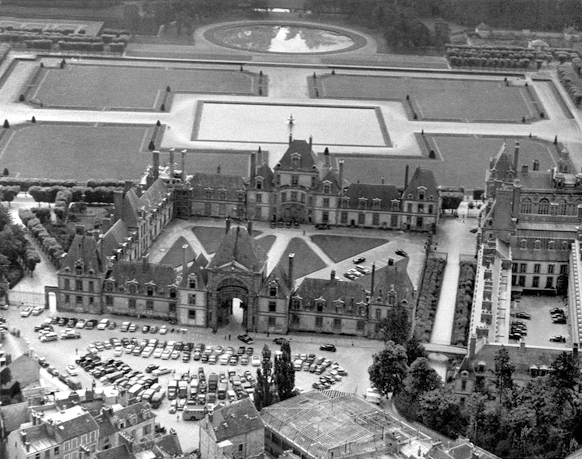
كان مربع هنري الرابع في قصر فونتينبلو يضم قادة القوات الجوية والبحرية والبرية لقيادة الحلفاء المشتركة. قبل الحرب العالمية الثانية كانت هذه المكاتب تضم مدرسة المدفعية.

#### المقر الرئيسي
كان المقر الرئيسي للقادة مع رئيس لجنة القادة في قلعة فوجير في بلدة آفون المجاورة لـ فونتينبلو.
تم وضع قادة القوات الثلاثة في مربع هنري الرابع في قصر فونتينبلو:
- القيادة البحرية
- القيادة الجوية
- القيادة البرية

خدمت قلعة فوجير كمقر إقامة خاص للرئيس مونتغمري.

### تاريخ العمليات

#### تمارين
قام الاتحاد الغربي بالتمارين التدريبية التالية (قائمة غير مكتملة):
- تمرين فيريتي (بحري؛ 1949) - يشمل 60 سفينة حربية من القوات البحرية البريطانية والفرنسية والهولندية التي عقدت في خليج بسكاي خلال يوليو 1949.[27] تم التدريب تحت القيادة العامة لأدميرال للأسطول السير رودريك ماكجريجور.[28] وشملت قافلة السفن 60 السفن البريطانية أنسون، إمبلاكايبل، فيكتوريوس، ثيسوس والسفينة الفرنسية أرومانش. لخص الأدميرال مكجريجور إنجازات «تمرين فيريتي» من خلال ملاحظة: «إن هدف هذه المناورات هو إظهار أننا على استعداد وقادرون على العمل معًا في حالة العدوان. يمكنني القول على الفور أنه كان نجاحًا كبيرًا جدًا». بعد التمرين، أعلنت منظمة الدفاع أنه كان من المقرر إجراء مناورة عسكرية برية كبرى في خريف 1949 تحت القيادة العامة لجنرال الجيش جان دي لاتر.[ملاحظة 2]
- تمرين القبة (جوية؛ 1950) [29]
- عملية بلدغ (جوية؛ 1949) [30]

#### العمليات السرية المخططة
- عملية غلاديو، وهي عملية استباقية سرية تستعد للمقاومة المسلحة وتنفذها في حالة غزو واحتلال حلف وارسو.

## روابط خارجية
- تاريخ الاتحاد الغربي
- دليل الاتحاد الغربي الدولي للشباب (1951)
- قرار برلماني بريطاني
- عمل منظمة معاهدة بروكسل بين مايو 1948 وسبتمبر 1952
- حلف شمال الاطلسي وحقائق_الأرقام_1989
- أرشيف
- مقال بمجلة الحياة من 25 أبريل 1949
- أخبار لندن المصورة
- مقالة لندن المصورة الإخبارية 1
- مقالة لندن المصورة 2
- المواقع 1
- المواقع 2
- مونتغمري يزور قصر دي فوجريس
- سجل الشكل
- مذكرة من هيئة الأركان المشتركة لوزير الدفاع (فورستال)
- عملية بلدغ
- حفظ السلام
- مجتمع المصالح: الناتو وبرنامج المساعدة العسكرية، 1948-1951
- 1951 اتفاقية مع مجلس أوروبا